# 德高厝
德高厝，舊稱下灣、竹篙厝，是臺灣臺南市東區的一個地名，位於該區南部。相較於今日行政區，其範圍大致包括大同里不含北端、泉南里不含北端、龍山里不含北部邊界地帶及西北部、路東里、大德里、大福里、忠孝里、德光里、崇學里、崇信里不含東北部、崇明里、崇德里、崇成里、崇文里、崇善里不含最北端、和平里不含西北部、東智里、大智里、德高里，另外還包括中西區的開山里最南端、郡王里最東端、法華里東北端，以及南區的新生里、大林里、大忠里等3個里的東部邊界地帶與大恩里的東部北段邊界地帶。
廣義的德高厝在被稱為「竹篙厝」的時期相當於今東區東門路以南各里的範圍，狹義的德高厝則指位於今德高里的德高厝聚落。目前該地名的使用可見於德高里的德高厝上帝廟與崇成里的德高厝郵局。

## 地名演變

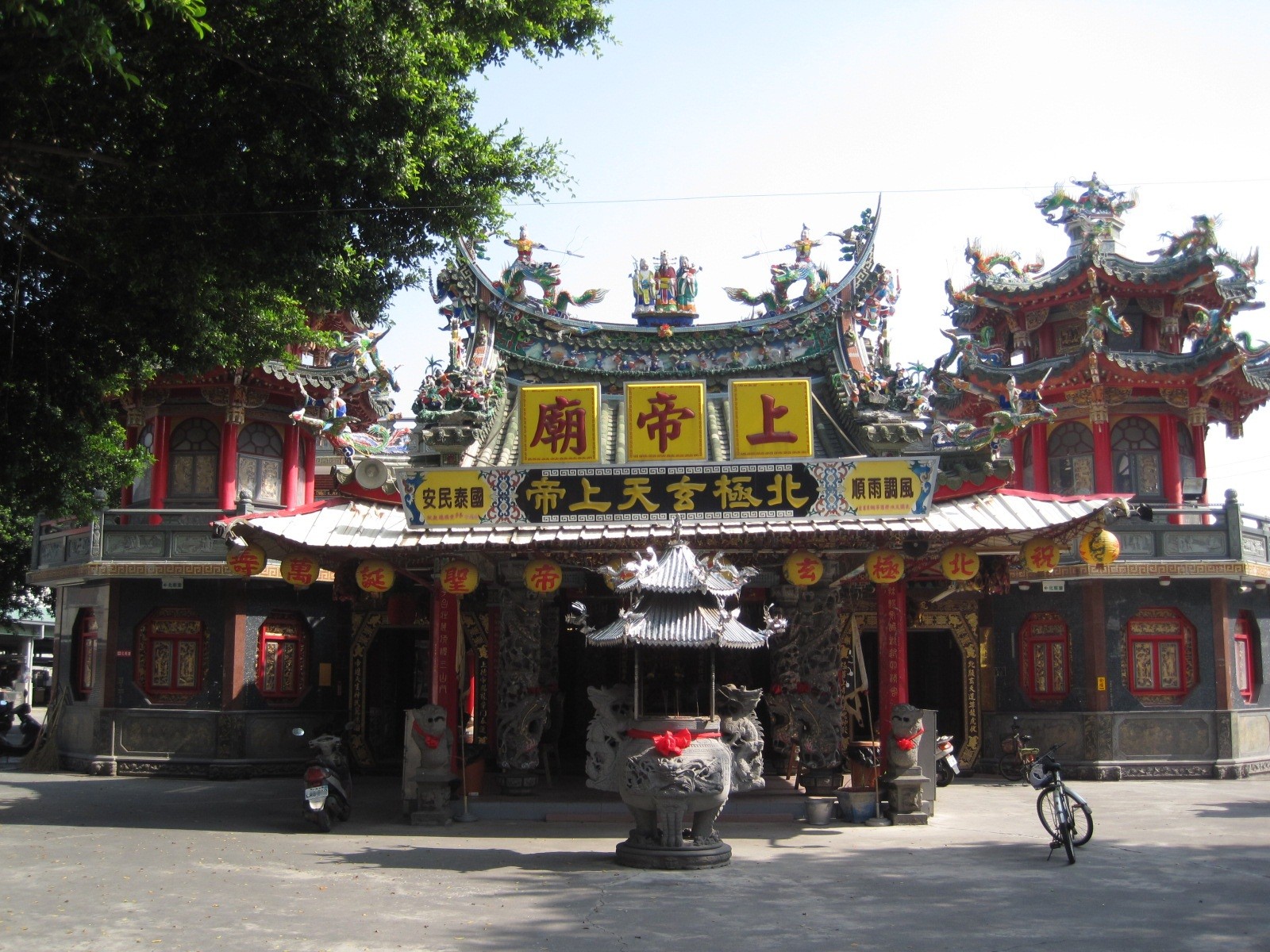
德高厝上帝廟

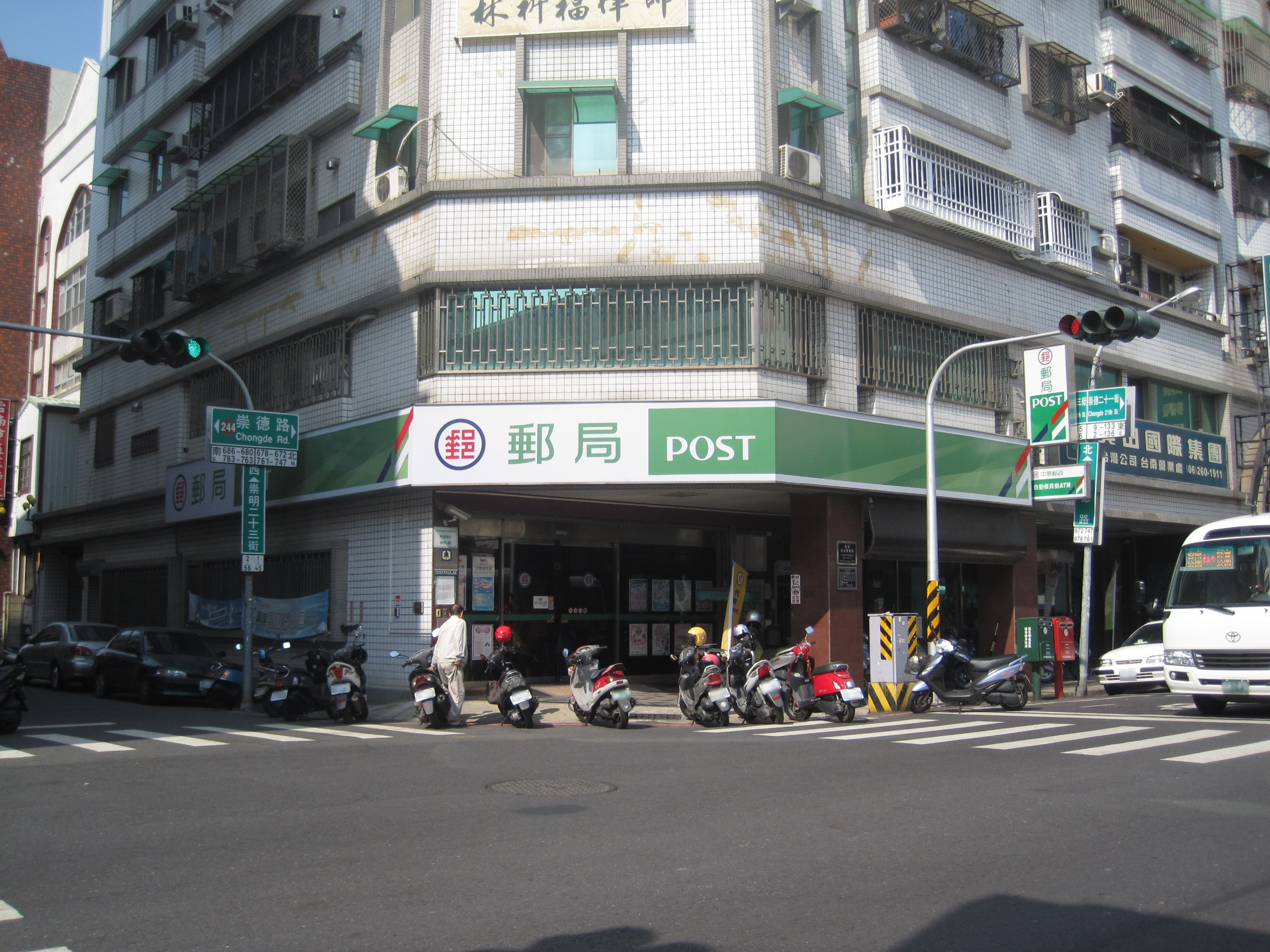
臺南德高厝郵局

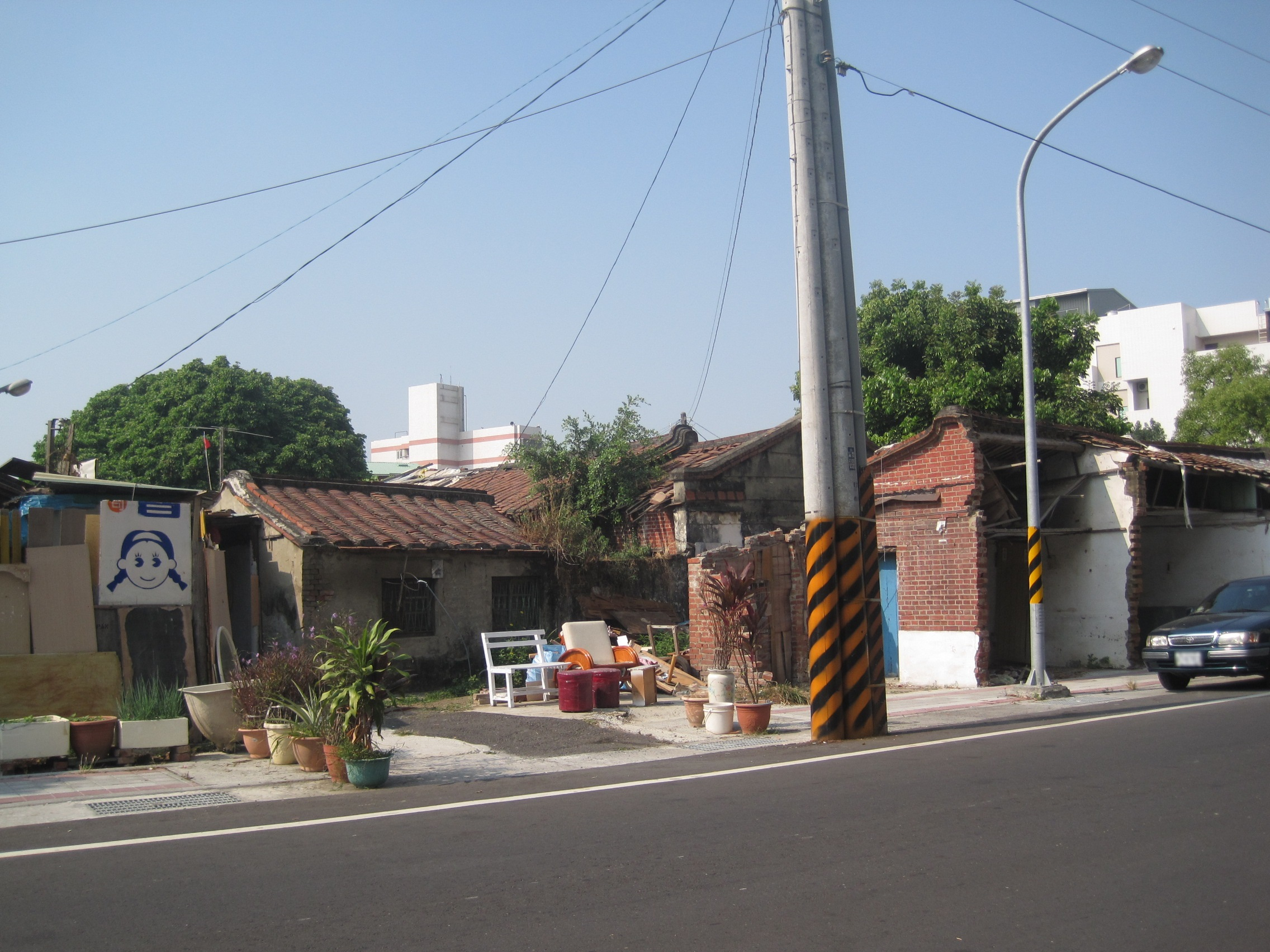
德高厝的老屋之一

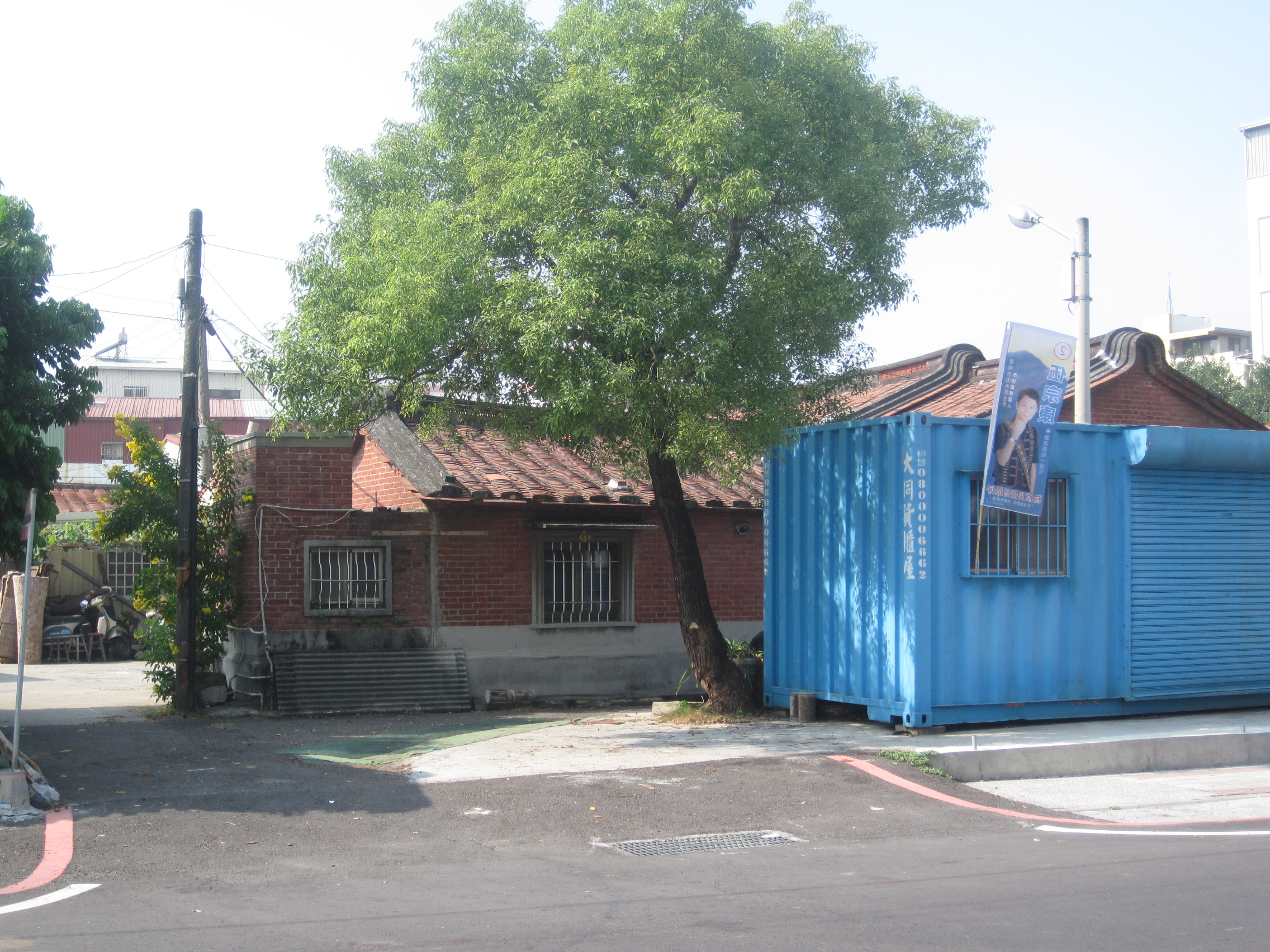
德高厝的老屋之一

據學者盧嘉興的考據，德高厝聚落舊稱下灣，乾隆卅一年（1766年）臺灣縣知縣趙愛頒「齒德可風」匾給成為鄉飲大賓的當地大戶陳家家主陳玉瓊，因當地陳家有位「德高望重」的長者，是以大家尊稱此地為「德高厝」。而從德高厝上帝廟所保有的乾隆四十六年（1781年）石製香爐來看，可知當時已使用德高厝作為地名，而嘉慶年間修纂的《續修臺灣縣志》仍將仁和里的上帝廟記在下灣，盧嘉興認為這是修志者因襲舊志，未實地訪查並更改所致。
然而根據當地陳家神主牌位的寫法來看，道光十七年（1837年）時地名已經被寫成「竹高厝」，這可能是因為後人已不知地名典故，又因當時村莊周圍大多種有竹子禦敵，而將「德」改為臺語音近的「竹」字，後來又覺得「竹高」無任何意義，又進一步改寫成「竹篙」，而後「竹篙厝」的地名便沿用下來，使得地名由雅而俗。
日治時期，原先的仁和里竹篙厝庄在大正九年（1920年）改行五州二廳制後變成臺南市底下的竹篙厝大字，二次大戰後沿用地名設有「竹篙里」，經盧嘉興考證後，民國六十六年（1977年）1月依據「德高厝」之名改成「德高里」。

## 行政區劃演變
德高厝地區在明鄭時期屬於萬年州仁和里，清朝初年屬於臺灣縣仁和里。日治時期「竹篙厝」地區改為仁和里竹篙厝庄，先後隸屬於臺南民政支部、臺南縣（臺南辨務署）、臺南廳（永仁區），1920年地方制度改制後，「竹篙厝庄」改成「竹篙厝」大字，隸屬於臺南州臺南市。
二次大戰後，竹篙厝大字被分成竹篙里、大明里、府宅里、路東里、泉南里、龍山里，竹篙厝聚落即位在竹篙里，而後竹篙里在1974年7月1日分出仁和里與大智里。名稱改成德高里之後，1982年8月1日德高里分出崇學里與崇善里，而形成當前德高里的規模。
以下是竹篙厝庄逐漸演變成德高里的演變圖，但由於是以當前東區各里的里界圖為基礎，故在細部上可能與實際情形有所落差：
| 地圖 | 說明 |
| ---- | --- |
|      | 竹篙厝庄對應現在東區的大致範圍（ ），不過 區域的西北部有一小部分是屬於臺南市（臺南府城）的範圍。                        |
|      | 1940年代的竹篙厝大字戰後分化情形。 區域是竹篙里與一部分的大明里； 區域是府宅里； 區域是泉南里； 區域是龍山里； 區域是路東里 |
|      | 1974年的竹篙里分化情形。 區域是竹篙里； 區域是仁和里； 區域是大智里                                                     |
|      | 1982年的德高里分化情形。 區域是德高里； 區域是崇學里； 區域是崇善里                                                     |

## 聚落

竹篙厝庄聚落分布圖
區域即是竹篙厝聚落；區域是大路東聚落

根據臺灣堡圖的記載，日治初期德高厝地區（竹篙厝庄）只有竹篙厝與大路東兩個聚落。竹篙厝聚落最初原稱下灣，在明鄭時期便已形成且有上帝廟，後來在清乾隆年間改成「德高厝」，之後演變成「竹篙厝」，後來在1977年方改回德高厝。大路東則位於現在的崇明里境內，日治時期因為昭和七年（1932年）成立的糖業試驗所開闢農場，被迫遷村到現在大同路以西的地區居住。